# Philodromus rodecki
Philodromus rodecki là một loài nhện trong họ Philodromidae.
Loài này thuộc chi Philodromus. Philodromus rodecki được Willis J. Gertsch & Jellison miêu tả năm 1939.